# Instytut Techniki Uniwersytetu Rzeszowskiego
Instytut Techniki Uniwersytetu Rzeszowskiego (IT UR) – jednostka dydaktyczno-naukowa należąca do struktur Wydziału Matematyczno-Przyrodniczego Uniwersytetu Rzeszowskiego, powstała w latach 70. XX wieku jako Zakład Wychowania technicznego, który następnie został przekształcony w samodzielną katedrę i na początku lat 90. XX wieku w instytut. Jednostka ta została zlikwidowana zarządzeniem rektora w 2013 roku. W jego skład wchodziły trzy katedry, dwa zakłady oraz  Interdyscyplinarne Centrum Modelowania Komputerowego. Prowadził działalność dydaktyczną i badawczą związaną z technologią i technikami laserowymi w inżynierii materiałowej, akustyce, elektrotechnice, sztucznymi sieciami neuronowymi z modelowaniem matematycznym w elektrotechnice i informatyce, podstawami nauczania elektroniki w polskim systemie edukacji, teoretycznymi i metodologicznymi podstawami nowoczesnego kształcenia ogólnotechnicznego w polskim systemie edukacji. Instytut kształcił studentów na trzech kierunkach: edukacja techniczno-informatyczna, inżynieria bezpieczeństwa  i mechatronika
W roku akademickim 2012/2013 na instytucie kształciło się 489 studentów w trybie dziennym (388) oraz trybie zaocznym (101), a także 160 słuchaczy studiów podyplomowych. Zatrudnionych było 43 pracowników naukowo-dydaktycznych, w tym 5 z tytułem profesora i na stanowisku profesora zwyczajnego, 7 na stanowisku profesora nadzwyczajnego ze stopniem doktora habilitowanego, 19 adiunktów ze stopniem doktora oraz 12 asystentów z tytułem magistra.

## Władze
- prof. dr hab. inż. Andrzej Bylica (2001-2008) - dyrektor; inżynier materiałów (metaloznawstwo stopów odlewniczych)
- prof. dr hab. Waldemar Furmanek (2008-2013) - dyrektor; pedagog (dydaktyka techniki, pedagogika pracy, pedagogika zawodowa)

## Kierunki kształcenia
Instytut Techniki Uniwersytetu Rzeszowskiego kształcił studentów na trzech kierunkach:
- edukacja techniczno-informatyczna
  - studia stacjonarne  
    - diagnostyka i projektowanie materiałów inżynierskich (inżynierskie)
    - diagnozowanie bezpieczeństwa pracy (inżynierskie)
    - sieci komputerowe (inżynierskie)
    - systemy mechatroniczne (inżynierskie)
    - systemy CAD/CAM  i obrabiarki CNC (inżynierskie)
    - edukacja medialna (licencjackie)
    - edukacja zdalna (licencjackie)
    - doradztwo zawodowe (licencjackie)

  - studia niestacjonarne
    - inżynieria wytwarzania (inżynierskie)
    - informatyka techniczna (inżynierskie)
    - nauczanie techniki i informatyki (licencjackie, absolwenci uzyskują uprawnienia nauczycielskie)
- inżynieria bezpieczeństwa
  - studia stacjonarne 
    - bezpieczeństwo cywilne (inżynierskie)
    - bezpieczeństwo maszyn i urządzeń technicznych (inżynierskie)
    - bezpieczeństwo pracy i środowiska (inżynierskie)
    - inżynieria bezpieczeństwa pracy (inżynierskie)
- mechatronika
  - studia stacjonarne i niestacjonarne 
    - projektowanie systemów mechatronicznych (inżynierskie)
    - systemy wbudowane

Po ukończeniu studiów pierwszego stopnia ich absolwenci mogą kontynuować kształcenie w ramach studiów drugiego stopnia, trwające 2 lata, po których ukończeniu absolwenci mogą uzyskać tytuł magistra:
- edukacja techniczno-informatyczna
  - studia stacjonarne
    - komputerowe wspomaganie techniki

  - studia niestacjonarne
    - specjalizacja nauczycielska
    - specjalizacja ogólnotechniczna

Poza tym w jednostce prowadzone były studia podyplomowe:
- informatyka i technologie informacyjne
- technika i informatyka
- technika w kształceniu
- sztuka prezentacji
- studium przygotowania pedagogicznego
- praktyczne nauczanie zawodu
- zastosowanie technologii informacyjnych w oświacie
- inżynieria pedagogiczna
- zarządzanie stronami www
- eksploatacja sprzętu komputerowego
- zarządzanie informacją
- edukacja na odległość
- projektowanie procesów wytwórczych w oparciu CAD/CAM i programowanie obrabiarek CNC

Instytut Techniki Uniwersytetu Rzeszowskiego posiadał w swojej ofercie edukacyjnej także kursy doskonalące.